# Tränktrögel
Koordinaten: 50° 27′ 8″ N, 12° 45′ 31″ O
Das Tränktrögel ist eine in Holz gefasste Quelle in den früheren Forstabteilungen 16–20 der Gemeinde Breitenbrunn/Erzgeb. im Erzgebirgskreis im Freistaat Sachsen. Sie befindet sich unweit der am Galgenflügel errichteten Schutzhütte „Rundteil“ (Rondell) unterhalb des Gipfels des Vorderen Rabenberges (912,8 m ü. NHN).

## Geschichte
Zur Zeit der Hutweide diente das Tränktrögel zur Tränkung des in den Wald getriebenen Viehs der Dorfbewohner. Heute wird der Ort vor allem als schattiger Rast- und Verweilplatz von Wanderern und Forstarbeitern genutzt. Im Sommer halten sich unzählige Köcherfliegenlarven im Quellwasser des Tränktrögels auf. Im Winter wird eine am Sportpark Rabenberg beginnende Rundloipe für Skifahrer nach dem Tränktrögel benannt.
Das Tränktrögel am Rabenberg wird bereits in der Holz- und Forstordnung des Kurfürsten August von Sachsen aus dem Jahre 1560 erwähnt.
Vom Wegkreuz am Galgenflügel unweit des Tränktrögels führt als Verlängerung des von Johanngeorgenstadt kommenden Oberdörfer Flügels der Tränktrögelweg bis hinunter zu den Häusern der Neuen Sorge und zur Rabenberger Straße in Breitenbrunn.
Der Forstortname „Am Tränktrögel“ kehrt in mehreren Revieren des Erzgebirges wieder, so auch bei Conradswiese und Crottendorf. Auch auf der böhmischen Seite des Erzgebirges bei Kraslice (Graslitz) gibt es ein Tränktrögel in der heutigen Tschechischen Republik.

## Sagen
Um das Tränktrögel ranken sich mehrere Sagen, die der aus Johanngeorgenstadt stammende Sagenforscher Wolfgang Möhrig-Marothi in seinem mehrbändigen Werk Miriquidis Raunen erfasst hat. Beispielsweise wurde das Tranktrögel in früheren Jahrhunderten traditionell zum Holen von Osterwasser benutzt. Dabei durfte nicht gesprochen werden, damit das Wasser seine Wirkung nicht verlor.